# Geoffrey Foot
Sir Geoffrey James Foot (20 juillet 1915 - 4 mai 2009) est un homme politique tasmanien. Il est né à Launceston et est membre du Conseil législatif de Tasmanie pour le siège de Cornwall de 1961 à 1972. Il est anobli en 1984.
Geoffrey Foot occupe le poste de président de la Conférence des Églises du Christ à Victoria et en Tasmanie en 1980. Il a également été trésorier national de la Société biblique d'Australie pendant de nombreuses années.